# Peugeot TM
Il Peugeot TM è un motore a scoppio prodotto dal 1948 al 1966 dalla Casa automobilistica francese Peugeot.

## Caratteristiche e versioni

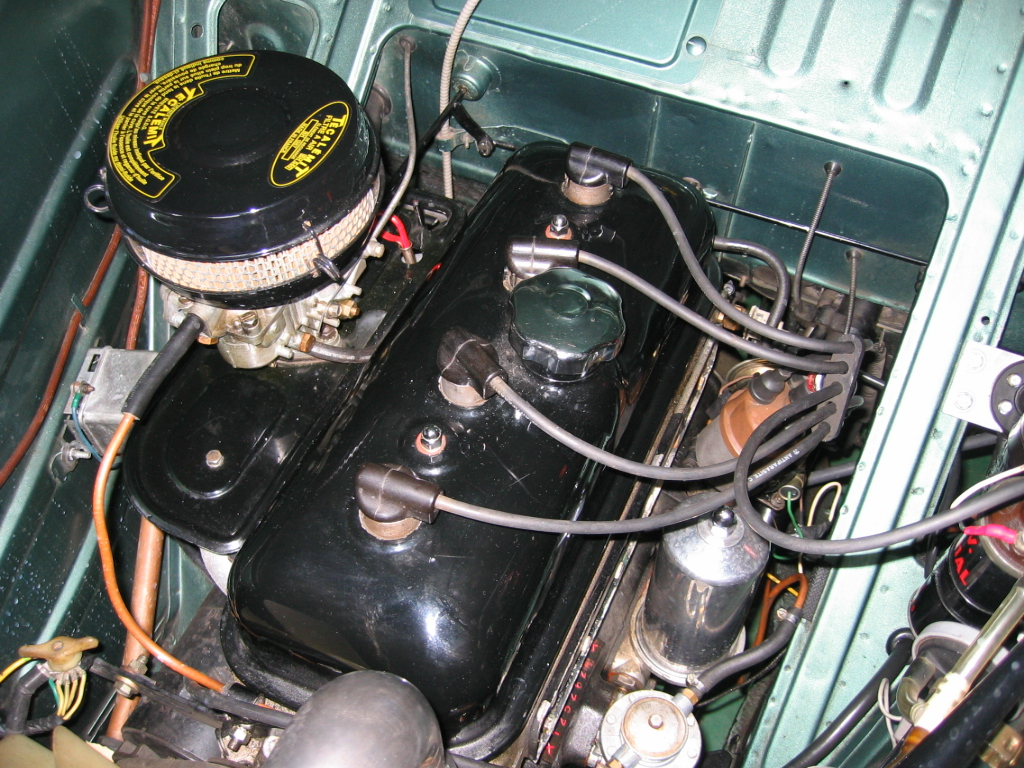
Vista di un motore TM

Il motore TM è stato il primo motore Peugeot del dopoguerra. Alla fine della Seconda guerra mondiale, infatti, in listino continuò a rimanere la Peugeot 202, che però era già stata lanciata nei tardi anni trenta, prima dell'avvento della guerra stessa. Nel 1945, appena terminato il conflitto, erano già in fase avanzata i lavori per la Peugeot 203, peraltro condotti in clandestinità dallo staff della Casa di Sochaux, per non destare sospetti nelle autorità naziste che avevano occupato lo stabilimento di Sochaux.

Ciò ha comportato che alla fine del conflitto i progetti erano già a buon punto, compreso quello del motore.

Il fatto che i progettisti Peugeot abbiano dovuto lavorare di nascosto e lentamente, ha fatto sì che si abbia avuto il tempo di pensare a tutta una serie di innovazioni da proporre nel nuovo motore. E difatti già la prima versione del TM propose alcune novità all'epoca non molto frequenti, tra cui:
- testata in lega di alluminio "Alpax";
- disposizione "cross-flow" di valvole e collettori;
- camere di scoppio emisferiche.

Più in generale, il motore TM proponeva un'architettura a 4 cilindri in linea con basamento in ghisa, valvole in testa e distribuzione ad un albero a camme laterale, che governava l'apertura/chiusura delle valvole tramite aste e bilancieri. La cilindrata era di 1290 cm³, ottenuta grazie alle due misure di alesaggio e corsa, pari a 75x73 mm. Si trattava dunque di un motore superquadro, che montava tra l'altro anche un albero a gomiti a 3 supporti di banco.

Del motore TM sono esistite tre versioni, differenti tra loro solo per alcuni dettagli.
La prima versione del motore TM montava un carburatore Solex 32PB1 ed era caratterizzata da un rapporto di compressione pari a 6.8:1, così da erogare una potenza massima di 42 CV a 4500 giri/min. La coppia massima era invece di 80 Nm a 2500 giri/min. Tale versione è stata montata sulle Peugeot 203 prodotte tra il 1948 ed il 1953.
La seconda versione del motore TM si differenziava dalla prima per l'aumento del rapporto di compressione, portato a 7:1 e per l'utilizzo di pistoni di nuovo tipo. La potenza massima raggiungeva così i 45 CV. Questa seconda versione è stata montata sulle Peugeot 203 prodotte tra il 1953 ed il 1960.
La terza versione, denominata TM5, raggiungeva i 54 CV grazie a nuovi accorgimenti, tra cui l'ulteriore innalzamento del rapporto di compressione a 7.3:1. È stata montata sulle Peugeot 403/7, ossia le versioni economiche della 403, prodotte dal 1960 al 1966.